# Florinda Andreucci
Florinda Andreucci (Roma, 19 dicembre 1969) è un'ex maratoneta e mezzofondista italiana.
Vanta tre presenze nella Nazionale di atletica leggera dell'Italia.

## Biografia
Specialista delle gare di fondo, come la sorella gemella Lucilla, ma con risultati inferiori. Colleziona solo alcune apparizioni nella Nazionale maggiore e nel 2001, dopo il passaggio dalla specializzazione nella mezza maratona, alla sua prima maratona, in assoluto, un lampo con la vittoria nella importante Maratona di Firenze, quindi un progressivo declino che la porterà ad un prematuro ritiro., causato da continui guai fisici (tre operazioni ai tendini).
Florinda punta con decisione a qualificarsi per i Campionati europei di atletica leggera 2002 di Monaco di Baviera, ma fallisce quella che sarà la sua ultima possibilità di raggiungere l'eccellenza a livello nazionale.

## Progressione

### Mezza maratona
| Stagione | Risultato | Luogo   | Data       | Rank. Mond. |
| -------- | --------- | ------- | ---------- | ----------- |
| 2002     | 1:12:22   | Udine   | 29/09/2002 |             |
| 2001     | 1:16:17   | Arezzo  | 16/09/2001 |             |
| 1999     | 1:13:33   | Palermo | 03/10/1999 |             |
| 1998     | 1:15:14   | Uster   | 27/09/199  |             |

## Campionati nazionali
2002
- Argento ai campionati italiani assoluti indoor, 3000 m piani - 9'17"91

## Altre competizioni internazionali
Le tre presenza della Andreucci in Nazionale sono state tutte ai Campionati del mondo di mezza maratona, ove ogni nazione ha diritto a schierare cinque atlete, come miglior risultato vanta un 27º posto nel 1999.
1998
- 54ª ai Campionati del mondo di mezza maratona ( Zurigo), mezza maratona - 1h15'14"

1999
- 27ª ai Campionati del mondo di mezza maratona ( Palermo), mezza maratona - 1h13'33"

2001
- 60ª ai Campionati del mondo di mezza maratona ( Bristol), mezza maratona - 1h17'56"
- Oro alla Maratona di Firenze ( Firenze), maratona - 2h32'26"